# 绿之日
绿之日（日语：／ Midori no Hi），是日本的公眾假期，在每年5月4日慶祝。1989年（平成元年）－2006年（平成18年）曾在每年的4月29日慶祝。
1948年，《國民祝日相關法律》施行，將昭和天皇裕仁壽辰4月29日定為天皇誕生日，是國定假期。裕仁在1989年駕崩，在他去世之後，日本把他的冥誕更名為綠之日。綠之日的原意是由於裕仁生前愛好生物學，而日本政府亦希望透過該天，紀念裕仁之外，亦加深國民保育自然的意識。2005年5月13日，日本國會通過將4月29日改訂為昭和之日，同時將绿之日移至5月4日。